# Лудвиг Скачащия
Лудвиг Скачащия (на немски: Ludwig der Springer, Graf Ludwig von Schauenburg, * 1042, † 1123 в Рейнхардсбрун) от род Лудовинги е от 1056 до 1123 г. граф в Тюрингия.
Той е син на граф Лудвиг Брадати († 1080) от Шауенбург, и на Цецилия от Зангерхаузен, наследничка на Зангерхаузен, вероятно внучка на императрица Гизела Швабска, съпругата на император Конрад II.
През 1080 г. той основава с брат си Берингер (* 1056/1057, † пр. 25 юли 1110) манастира Шьонрайн на Майн. Лудвиг Скачащия се смята за основател на Вартбург. Неговият син Лудвиг I и неговите наследници са от 1131 до 1247 г. ландграфове на Тюрингия.
Лудвиг Скачащия се жени за Аделхайд фон Щаде († ок. 1060; † 1110), дъщеря на граф Лотар Удо II († 1082), маркграф на Нордмарк, вдовица на убития на 5 февруари 1085 г. Фридрих III фон Гозек, граф цу Путелендорф. Нейната майка е Ода фон Верл († 1110).
Той убива пфалцграф Фридрих III от Саксония. След това той е затворен в замъка Гибихенщайн при Хале на Заале. През третата година на затвора му го заплашва екзекуция и той скача в река Заале. Така получава допълнителното си име Springer. Заради прегрешението си той основава църквата Св. Улричи в Зангерхаузен и по-късно основава манастира Рейнхардсбрун, който става фамилен манастир на Лудовингите.
Лудвиг е противник на салическите императори Хайнрих IV и Хайнрих V.

## Деца
Лудвиг и Аделхайд фон Щаде (* 1065; † 18 октомври 1110) имат децата:
- Херман (* ок. 1090; † 11 юни 1114 в императорски плен)
- Лудвиг I († 1140)
- Хайнрих Распе I († 1130)
- Удо I фон Тюрингия, епископ на Наумбург († 1148)
- Кунигунда († 1118), омъжена за граф Вихман
- Цецилия († 1141), омъжена за граф Герлах I фон Велденц († сл. 1133)
- Аделхайд († 1146), омъжена от 1102 г. за граф Улрих II, маркграф на Истрия († 1112), изгоненена заради изневяра
- Конрад († сл. 26 юли 1110)